# Малу Маре
 Тази статия е за селото в Румъния.  За общината вижте Малу Маре (община).  
Малу Маре (на румънски: Malu Mare) е село в окръг Долж, южна Румъния. Населението му е около 2 050 души (2002).
Разположено е на 88 m надморска височина в Долнодунавската равнина, на 9 km южно от центъра на град Крайова.